# نادژدا کاردیان
نادژدا گریگوری کاردیان (ارمنی: Նադեժդա Գրիգորի Կարդյան؛ انگلیسی: Nadezhda Cardyan زادهٔ ۱۴ آوریل ۱۸۸۲ - درگذشته ۲۰ سپتامبر ۱۹۵۷) خواننده اپرا متزوسوپرانو، آموزگار اهل ارمنستان بود. وی بین سال‌های - تا - میلادی فعالیت می‌کرد.

## زندگی‌نامه
وی در ۱۴ آوریل ۱۸۸۲ در آستراخان به دنیا آمد و از کنسرواتوار سنت پیترزبورگ (۱۹۱۳) فارغ‌التحصیل گشت. وی برنده جوایزی همچون چهره هنری شایسته ارمنستان شوروی (۱۹۴۵) شد. وی در ۲۰ سپتامبر ۱۹۵۷ در سن ۷۵ سالگی در ایروان درگذشت.